# 차용애
차용애(車蓉愛, 1927년 4월 28일 ~ 1959년 6월 25일)는 대한민국의 15대 대통령이었던 김대중의 첫째 부인이다. 김대중과 결혼하여 2남 1녀를 낳았다.

## 생애

### 어린 시절
차용애는 1927년 전라남도 목포에서 큰 인쇄소를 운영하던 재력가 차보륜과 부인 장점순의 딸로 태어났다. 당시 호적명은 차용수(車蓉秀). 아버지 차보륜은 목포 지역의 인쇄업자이자 지역 유지였으며 해방 뒤에는 한민당의 지역당 간부이자 한민당 목포시지구당 위원장을 지내기도 했다. 그의 외가 역시 목포시내의 부유한 재력가 가문이었는데, 기업인이자 '큰손'으로 금융 관련 물의를 일으킨 장영자는 그녀의 외사촌 여동생이다.

### 일본 유학과 귀국
일본으로 유학하여 나가노현의 이나(伊那) 여학교에 다녔으나, 제2차 세계대전의 여파로 폭격이 심해지자 부친이 다시 목포로 불러들였다. 학교를 중퇴하고 귀국해 지내던 도중, 오빠 차원식의 목포상업고등학교 동급생 김대중과 만나 연애했다. 처음에 차 보륜은 김대중이 일본군에 입영할 날이 머지않은 청년이라 다른 사윗감을 구하고 있었지만, 둘의 간곡한 부탁으로 결혼을 승낙하였다. 이렇게 하여 이 둘은 1945년 4월 9일에 결혼했다.

### 김대중과 결혼 이후
김대중과 결혼한 직후 광복이 되어, 김대중은 일본 군대에 입영하지 않게 되었다. 뒤이어 첫아들 김홍일, 둘째 아들 김홍업을 차례로 낳았다. 김대중이 정계에 입문한 이후 연이어 선거에 낙선해 경제적으로 어려움을 겪었다. 남편 김대중이 정계에 투신한 이후 조용히 적극적으로 내조를 했는데, 김대중이 연이어 선거에서 낙선하여 재산을 다 날려도 전혀 불평하지 않고 오히려 남편을 격려했다. 그뿐만 아니라, 당 간부 부인들의 집회에도 늘 참석하는 등 어려운 가정 형편 속에서 온갖 궂은일을 다하면서도 남편의 일을 헌신적으로 도우려고 애썼다. 김대중이 강원도 인제군 국회의원으로 당선되기 2년 전인 1959년 8월 28일, 과로사에 가까운 병사로 안타깝게 사망하였다. 당시 만32세였다(세는 나이로는 33세).

### 사후
경기도 용인시의 시부모 김운식과 장수금이 합장된 합장묘소 근처 좌측에 안장되었으며, 근처에는 김대중의 여동생 김진찬(金眞贊)의 묘가 있다.

## 가계
- 아버지: 차보륜(車寶輪, 1903년 ~ 1962년) - 목포 광선(光鮮)인쇄소 경영. 한국민주당 목포지구 부위원장 역임.
- 어머니: 장점순(張点順, 1905년 ~ 1983년)
  - 오빠: 차원식(車元軾, 일명 은수(恩守), 1924년 ~ 1994년 5월 31일)
- 외삼촌: 장병준(張秉俊)
- 외숙모: 이화섭
  - 사촌동생: 장영자(1944년 10월 25일 ~ )

- 시아버지:김운식(金雲植, 1894년 12월 11일 ~ 1974년 2월 10일)
- 시어머니:장수금(張守錦, 1892년 7월 29일 ~ 1972년 5월 10일)
- 남편: 김대중(金大中, 1924년 1월 6일 ~ 2009년 8월)
  - 장녀: 김소희(1946년 ~ 1947년)
  - 장남: 김홍일(金弘一, 1948년 1월 21일 목포 ~ 2019년 4월 20일 )
  - 맏며느리: 윤혜라(1949년 ~ , 독립운동가 윤경빈의 장녀)
  - 차남: 김홍업(金弘業, 1950년 7월 29일 목포 ~ )
  - 둘째며느리: 신선련(申善蓮)[5][6]

- 5촌 조카(당조카): 차관훈(車官薰, 1935년 ~ 2011년 8월 29일) - 전 완도군 군수[7]
- 5촌 조카 차용우(車鏞佑, 1952년 3월 4일 ~ ) - 전 완도군 군의회 의장[8]

## 같이 보기
- 김대중
- 이희호
- 김홍일
- 김홍업

## 차용애를 연기한 배우
- SBS 《삼김시대》 오연수 (1998년)